# Rose Likins
Rose McCartney Likins (1959) è una diplomatica statunitense, ambasciatore in Perù dal 2010 al 2014.

## Biografia
Nata in Virginia, la Likins venne assunta al dipartimento di Stato nel 1981.
Oltre a collaborare con il governo all'interno del dipartimento, la Likins fu inviata in vari stati esteri come diplomatica e nel 2000 il Presidente Clinton la nominò ambasciatore presso El Salvador, ruolo che ricoprì anche sotto l'amministrazione Bush fino al 2003.
Successivamente tornò a lavorare all'interno del dipartimento di Stato finché nel 2010 Barack Obama la inviò come ambasciatrice in Perù.
Rose Likins è sposata ed è madre di due figli.